# Hisense
Hisense Co., Ltd. (Hisense Group) (en chino, 海信集团; pinyin, Hǎixìn Jítuán) es un fabricante multinacional de electrodomésticos y productos electrónicos con sede en Qingdao, provincia de Shandong, China. Comercializa sus productos en más de 179 países, y es actualmente el segundo fabricante con mayor volumen de ventas de televisores a nivel mundial, junto con Samsung y TCL Technology. Es una empresa estatal con subsidiarias que cotizan en bolsa. Hisense es patrocinador oficial de la NBA. Ha sido patrocinador de la Eurocopa 2016, la Copa FIFA Confederaciones 2017, la Copa Mundial de Fútbol de 2018, la Eurocopa 2020, la Eurocopa Femenina 2022, la Copa Mundial de Fútbol de 2022, la Eurocopa de Alemania 2024, y actualmente es sponsor oficial de equipos como el Paris Saint-Germain Football Club, el Leeds, el Inter de Milán, el Sporting de Lisboa o el Real Madrid.
Actualmente es el Patrocinador oficial de la FIFA World Cup 2025. 
Hisense tiene dos empresas que cotizan en bolsa, Hisense Electric Co Ltd, que cotiza en la Bolsa de Shanghái y Hisense Kelon Electrical Holdings Co Ltd, que cotiza en las bolsas de Shenzhen y Hong Kong y varias otras filiales.
Hisense tiene 13 plantas de fabricación en China (ubicadas en las provincias/ciudades de: Cantón, Guizhou, Huzhou, Jiangsu, Liaoning, Linyi, Shandong, Sichuan, Yangzhou, Yingkou, Xinjiang, Zibo y el municipio de Pekín) y varias fuera de China, a saber, en Hungría, Eslovenia, Sudáfrica, Egipto, Argelia, Francia y México.
Hisense comercializa productos de gama blanca (electrodomésticos y equipos de aire acondicionado, entre otros) y marrón (televisores, barras de sonido, teléfonos móviles...) bajo varias submarcas propias, como por ejemplo Gorenje, Asko, Combine, Kelon, Savor, Hitachi, Toshiba y Ronshen, etc. Por otro lado, también es OEM (fabricante de equipos originales), por lo que algunos de los productos fabricados por el grupo, se venden a otras marcas no relacionadas con Hisense; como es el caso de Loewe Technologies, cuyos televisores y sistema operativo Vidaa son desarrollados íntegramente por la multinacional china. De hecho, Hisense es uno de los principales proveedores de paneles LCD a nivel mundial, junto con las también chinas BOE, AUO y TCL-CSOT. (Paneles utilizados posteriormente por marcas como Samsung, LG, Sony, Loewe, Philips, Panasonic o Xiaomi entre otras).
En 2015, adquirió la planta de fabricación de Sharp en México y el derecho a vender televisores en el continente americano utilizando la marca japonesa Sharp. El 15 de noviembre de 2017, Hisense llegó a un acuerdo para adquirir la también japonesa Toshiba Visual Solutions por US$113.6 millones. A finales de 2024 Hisense y Devialet firman un acuerdo de cooperación entre ambas compañías para la venta y distribución de productos desarrollados con tecnología de ambas multinacionales. En enero de 2025 se presentan en Las Vegas los primeros productos Devialet y Hisense bajo dicho contrato. 
Sus productos han ganado numerosos galardones con el transcurso de los años. Entre los más recientes, más de 50 premios conseguidos en el CES2025 de Las Vegas. Entre ellos el premio CES 2025 a la tecnología más innovadora, para el ULED X TRICHROMA de 116", (el primer televisor RGB LED a la venta para el consumidor final) y los premios EISA 2024-2025 a Mejor TV Miniled para el 65U8N, el premio EISA Best Buy Miniled al 65U7N, Mejor TV Gigante para el 100E7N PRO, Mejor Proyector UST el modelo PL2 y Mejor Proyector Familiar para el modelo C1. Además del galardón RedDot Design 2023 al mejor diseño de mando a distancia, o el de mejor lavadora y secadora en 2019, 10 premios CES en ediciones de años anteriores y diversos galardones entregados por la prensa y jurados internacionales para sus Láser TV durante varios años. Sus últimas innovaciones, han sido la presentación del primer Láser TV 8K enrollable del mundo (segmento del mercado donde la marca cuenta con múltiples patentes y es líder a nivel global); el ULED X de 116" y 136",  primeros televisores con 10000 nits y MINILED RGB en ponerse a la venta al consumidor final. También del ULED X Micro LED 163" que también saldrá a la venta antes de finalizar el año. 
Según la analista de mercado Omdia, Hisense es por tercer año consecutivo, la segunda marca a nivel mundial en TV distribuidos). En 2024, la multinacional se sitúa en la posición 3 en el mercado español. Número 2 a nivel europeo, número 1 en China, Australia, Sudáfrica y Asia; y número 2 en América del norte y del Sur.
Es la única marca en aumentar su cuota de mercado durante 7 años consecutivos, logrando un 14,06% de participación global (a sólo 4 puntos de Samsung). A su vez ostenta el Número 1 mundial en envíos de televisores de +85", con un 30,3% y de un abrumador 58,8% para los de más de 98". También por sexto año consecutivo consigue ser la marca más vendida en sistemas de proyección láser con una cuota de un 65,8%.
En 2024 la marca se sitúa como líder de ventas mundiales en televisores con tecnología MINI-LED, y como número 2 en ventas de televisores premium. 
También revalida su título como marca número 1 en ventas de frigoríficos y aparatos refrigeradores en multitud de países como China, México, Europa, y España. 
Además de productos de electrónica de consumo y electrodomésticos, Hisense a través de su división Electronic Information Group, también fabrica pantallas gigantes para estadios de fútbol, conciertos, etc., paneles informativos de aeropuertos, puntos de información, etc. Por otro lado, la subdivisión Hisense Medical elabora equipos de ultrasonidos, monitores de consulta y diagnóstico, entre otros equipamientos médicos. Hisense Intelligent Technology Group, se encarga del desarrollo de AI (inteligencia artificial) y domótica. Y por último Hisense Intelligent Commercial (HiStone desde 2019) se encarga del desarrollo de equipos PoS (Point of Sale).